# Hatogaya
Hatogaya (jap. 鳩ヶ谷市 Hatogaya-shi) – byłe miasto w Japonii, na wyspie Honsiu, w prefekturze Saitama.
11 października 2011 roku Hatogaya została włączona do miasta Kawaguchi.